# Azpeitia
Azpeitia – gmina w Hiszpanii, w prowincji Gipuzkoa, w Kraju Basków, o powierzchni 69,39 km². W 2011 roku gmina liczyła 14 506 mieszkańców.
W miejscowości znajduje się Sanktuarium Loyola - barokowy kompleks sakralny, zbudowany przez Carlo Fontanę otaczający dom, w którym urodził się Ignacy Loyola.